# Holcomycteronus digittatus
Holcomycteronus digittatus is een straalvinnige vissensoort uit de familie van naaldvissen (Ophidiidae). De wetenschappelijke naam van de soort is voor het eerst geldig gepubliceerd in 1899 door Garman. Het dier heeft een ronde kop met de ogen aan de bovenzijde en een robuust lijf. De ogen zijn niet abnormaal vergroot. en kan ongeveer 30cm lang worden

## Habitat
Deze vis komt voor op een diepte tussen de 1570 en 4080m in het oostelijke deel van de Stille oceaan